# Franciszek Salezy Gordon
Franciszek Salezy Gordon herbu Bydant (ur. 1756 w Krakowie, zm. ?) – pułkownik wojsk koronnych w 1792 roku, członek konfederacji targowickiej, właściciel Osiemborowa i Żelaznej w ziemi czerskiej. 
Żonaty z Marianną z Sapieńskiech miał syna Karola i córkę Urszulę.